# Brettus storki
Brettus storki là một loài nhện trong họ Salticidae.
Loài này thuộc chi Brettus. Brettus storki được Dmitri Viktorovich Logunov & Azarkina miêu tả năm 2008.